# Aart Klein
Arie (Aart) Klein (Amsterdam, 2 augustus 1909 – Amsterdam, 31 oktober 2001) was een Nederlands fotograaf.

## Carrière
Aart Klein vervoegde zich in 1930 bij het fotoagentschap Polygoon als administratief medewerker. Hoewel hij nooit een formele opleiding volgde, schopte hij het in de negen jaar die volgden tot een van de belangrijkste fotografen van het agentschap. Nadien stond Klein aan de wieg van het agentschap Particam en gaf hij les aan de academie van Utrecht.

## Aanpak

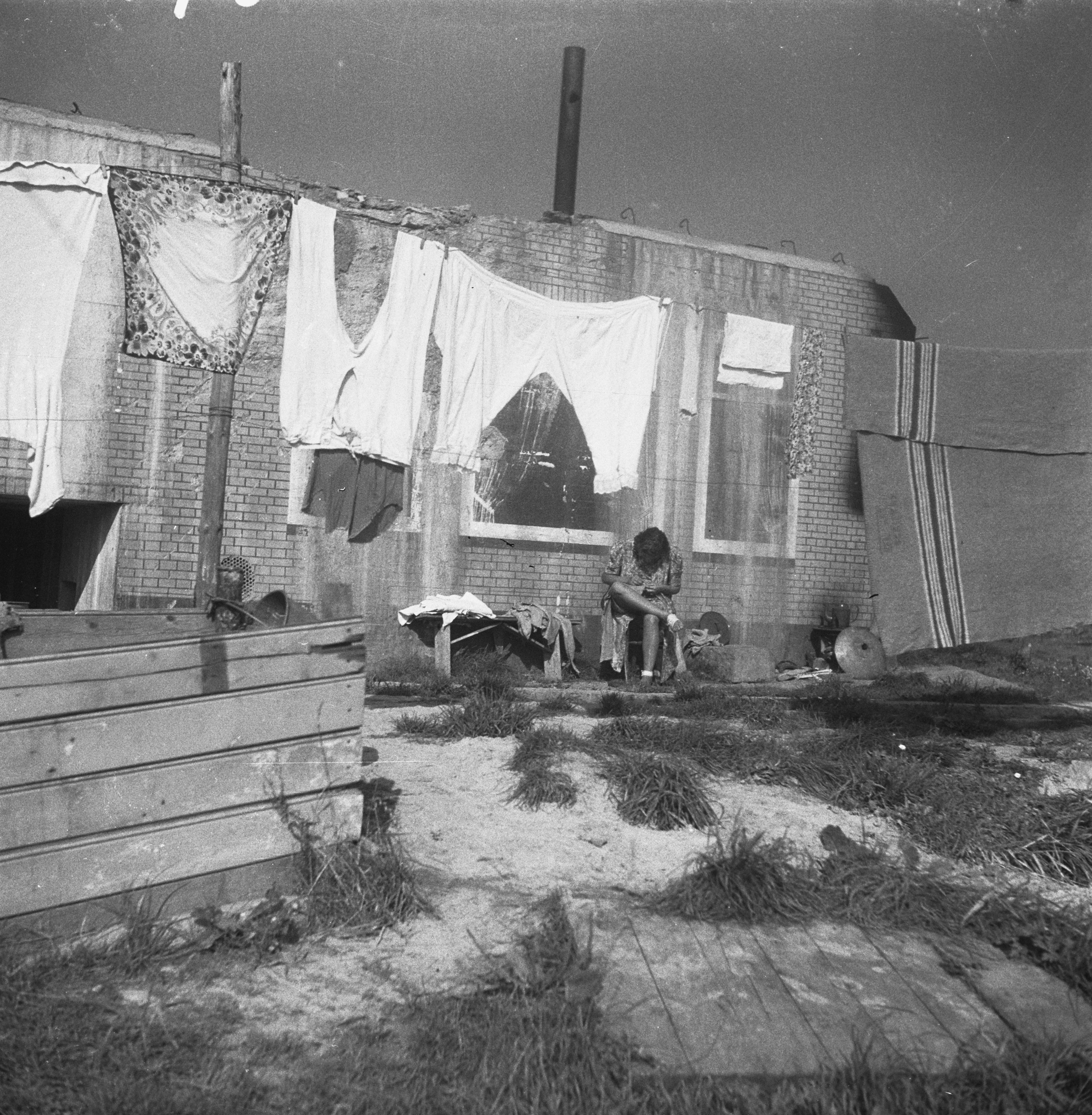
Bunkers als woning in Zeeuws-Vlaanderen (gefotografeerd foto door Aart Klein in oktober 1945)

Het werk van Aart Klein doet erg grafisch aan. Hij puurde zijn beelden uit tot hij lijnen en vlakken overhield. In de donkere kamer gebruikte hij alle technische middelen om het contrast te verbeteren en zo het grafische aspect van de beelden naar de voorgrond te brengen.
Deze uitzuiverende aanpak van Klein roept herinneringen op aan de evolutie naar abstractie in het werk van zijn landgenoot Piet Mondriaan. Bij beide kunstenaars werd het figuratieve steeds verder naar de achtergrond geschoven, ten voordele van de klare lijn en het welomschreven vlak.

## Prijzen
- 1982: Capi-Lux Alblas Prijs
- 1986: Oeuvre-prijs van de Fonds voor Beeldende Kunsten, Vormgeving en Bouwkunst

## Werk in openbare collecties (selectie)
- Rijksmuseum Amsterdam[2]